# ライアン・クリステンソン
ライアン・アラン・クリステンソン（Ryan Alan Christenson, 1974年3月28日 - ）は、アメリカ合衆国カリフォルニア州サンバーナーディーノ郡レッドランズ出身の元プロ野球選手（外野手）、野球指導者。右投右打。現在は、MLBのサンフランシスコ・ジャイアンツのベンチコーチを務める。

## 経歴
1995年のMLBドラフト10巡目（全体260位）でオークランド・アスレチックスから指名され、プロ入り。1998年にアスレチックスでメジャーデビューし、2003年までメジャーでプレーした。2004年のフロリダ・マーリンズ傘下（当時）のAAA級アルバカーキ・アイソトープスでのプレーを最後に引退した。
引退後は2013年から2017年までアスレチックスの傘下マイナー各球団（2013年にA級ベロイト・スナッパーズ、2014年にA+級ストックトン・ポーツ、2015年から2016年までAA級ミッドランド・ロックハウンズ、2017年にAAA級ナッシュビル・サウンズ）の監督を歴任した。
2018年シーズンよりアスレチックスのベンチコーチに就任し、2021年まで務めた。
2022年シーズンからは前年までアスレチックスの監督だったボブ・メルビンがサンディエゴ・パドレスの監督となったことに伴い、クリステンソンもベンチコーチとしてパドレスへ移籍した。2023年には助監督を務め、この年限りで退団した。
2024年シーズンからは今度はパドレスの監督からサンフランシスコ・ジャイアンツの監督に転じたメルビンに追従するように、クリステンソンもベンチコーチとしてジャイアンツへ移籍した。

## プレースタイル
現役時代は俊足を生かした守備・走塁が売り物であった。打撃では左右に打ち分けるスプレーヒッタータイプに分類されていた。

## 詳細情報

### 背番号
- 53（1998年）
- 28（1998年 - 2001年途中）
- 6（2001年途中 - 同年終了）
- 27（2002年）
- 16（2003年）
- 29（2018年 - 2021年）
- 20（2022年 - 2023年）
- 52（2024年 - ）